# Усадьба Лимена
Лимена (также Усадьба Филибера) — историческая усадьба в Крыму, на территории посёлка Голубой Залив Большой Ялты, разрушенная землетрясением 1927 года. Впоследствии — санаторий «Голубой залив», в настоящее время отель «Усадьба Голубой залив».

## Усадьба Лимена
История имения известна с 1824 года, когда у полковника Корпуса инженеров путей сообщения Петра Васильевича Шипилова, руководившего строительством первой шоссейной дороги на Южном берегу Крыма, в Лименах, в урочище Ускульи-Эрлер — «Льняные земли» (вероятно, когда-то местные жители выращивали здесь лён) числилось более 500 десятин земли, протянувшихся от берега моря до подножия гор. Обустраивая имение, полковник привлёк подчинённые ему сапёрные части для строительства подъезда к своим владениям: придерживаясь древней тропы был проложен серпантин дороги к будущему Севастопольскому шоссе (сейчас Голубая и Ароматная улицы Голубого Залива). В «Путеводителе путешественника по Крыму, украшенный картами, планами, видами и виньетами и предваренный введением о разных способах переезда из Одессы в Крым» Шарля Монтандона 1833 года обращалось внимание на «маленький домик и довольно большой виноградник» Шипилова «в четвертях версты от дороги».

Пётр Шипилов скоропостижно скончался в 1834 году, имение наследовала вдова Варвара Петровна (урожденная Брозина), также остались две малолетние дочери Анна и Екатерина. Лишившаяся надёжного источника средств, Варвара Петровна продаёт больше половины земельных угодий, оставив себе около 200 десятин. Упомянуто имение в «Очерке Южного Берега Крыма», напечатанном в «Одесском альманахе на 1839 год»
Перебравшись через хребет Лименской скалы, увидишь только виноградник г-жи Шипиловой (120 т. кустов), дом её с погребом и сад, в котором множество древних оливковых дерев; нигде на берегу нет их столько
Старшая дочь и наследница В. П. Шипиловой, Анна Петровна, в 1848 году вышла замуж за колониста со швейцарскими корнями Амедея-Людвига Филибера, владельца соляных промыслов на Сиваше и зерноводческого и овцеводческого имения Атманай в Мелитопольском уезде, с тех пор появляется название «имение Филибера». Анна Петровна, при этом, проживала, в основном, в имении мужа и даже М. А. Сосногорова в своём путеводителе 1871 года упоминает раздельно «давно устроенную дачу госпожи Шипиловой» и значительное имение Филибера, «с большими и превосходно содержащимися виноградниками», хотя это было одно и то же.
В конце 1870 года неизвестно почему Анна Петровна поделив имение на 20 участков, собралась его продавать. Владелица отдельно выделяла четыре из них, площадью более 50 десятин, за которые предполагала получить сто тысяч рублей серебром, объясняя тем, что на их территории находится сама усадьба, «…посадки 50-летних кипарисов, лавров…, виноградники и два источника неиссякаемой воды. Замечателен также утес покрытый можжевельником. Утес этот, — подчеркивалось в пояснительной записке, — представляет возможность устроить на свое усмотрение образцовый горный парк с чудными бельведерами на долину и залив без больших затрат. После Алупки, Ореанды и Гурзуфа, Лимена представляет лучшую прибрежную местность Южного берега». По неизвестной также причине продажа не состоялась, и поместьем до самой революции владели Филиберы. Посторонних в имение не особо пускали и потому описаний его устройства практически нет: Александр Окс в своём путеводителе 1912 года сообщает о необычной беседке-столовой с бассейн с фонтаном в центре мраморного стола и видом на море.

Амедей Филибер ушёл из жизни в 1889 году, Анна Петровна — в 1890 году. У супругов был единственный сын Николай и две дочери — Юлия и Ольга. Юлия, 1856 года рождения, вышла замуж за художника, соседа Филиберов по северокрымскому имению, Николая Иосифовича Шатилова (1852—1921). Она и её потомки остались в России, умерла в 1935 году. Ольга, 1854 года рождения, стала женой Николая Николаевича Боумгарта, в 1905 году уехала с ним во Францию, где и сейчас живут их потомки. Сын Филиберов Николай, 1859 года рождения, унаследовал все владения родителей: 212 десятин в Лимене, к которым он, к 1907 году, прикупил ещё 78 десятин, некогда принадлежавших деду. Также ему достались соляные промысла, 19000 десятин земли в Атманае, с собственной железнодорожной веткой, с «несметными отарами овец, табунов полудиких лошадей, сотнями десятин огородов, садов, засевных лугов и тысячами десятин пшеницы, люцерны, клевера, полыни и чабреца». В 1919 году, собираясь эвакуироваться за границу, Николай Амедеевич поехал в Новороссийск, где заразился и умер от тифа. Выехать во Францию удалось его сыну (умер в 1934 году), дочь Анастасия Николаевна (1888—1926 год) осталась в России.

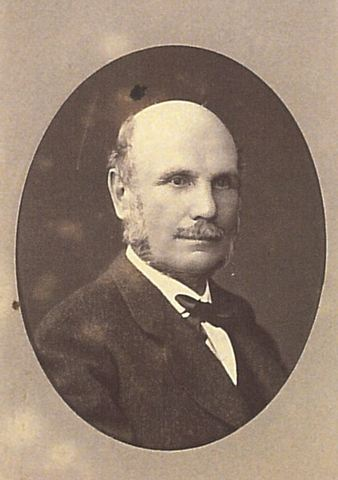
Амедей-Людвиг Филибер.
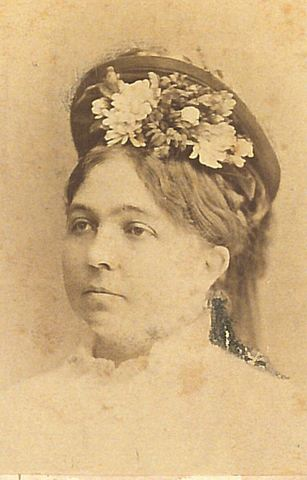
Анна Петровна Филибер (Шипилова).
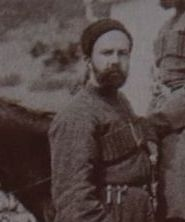
Николай Амадеевич Филибер.
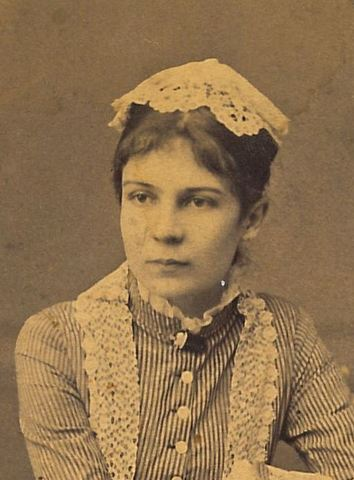
Юлия Амедеевна Шатилова (Филибер).
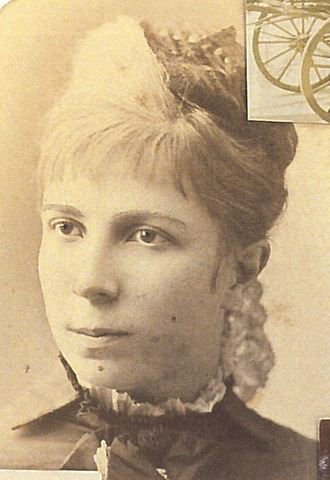
Ольга Амедеевна Боумгарт (Филибер).
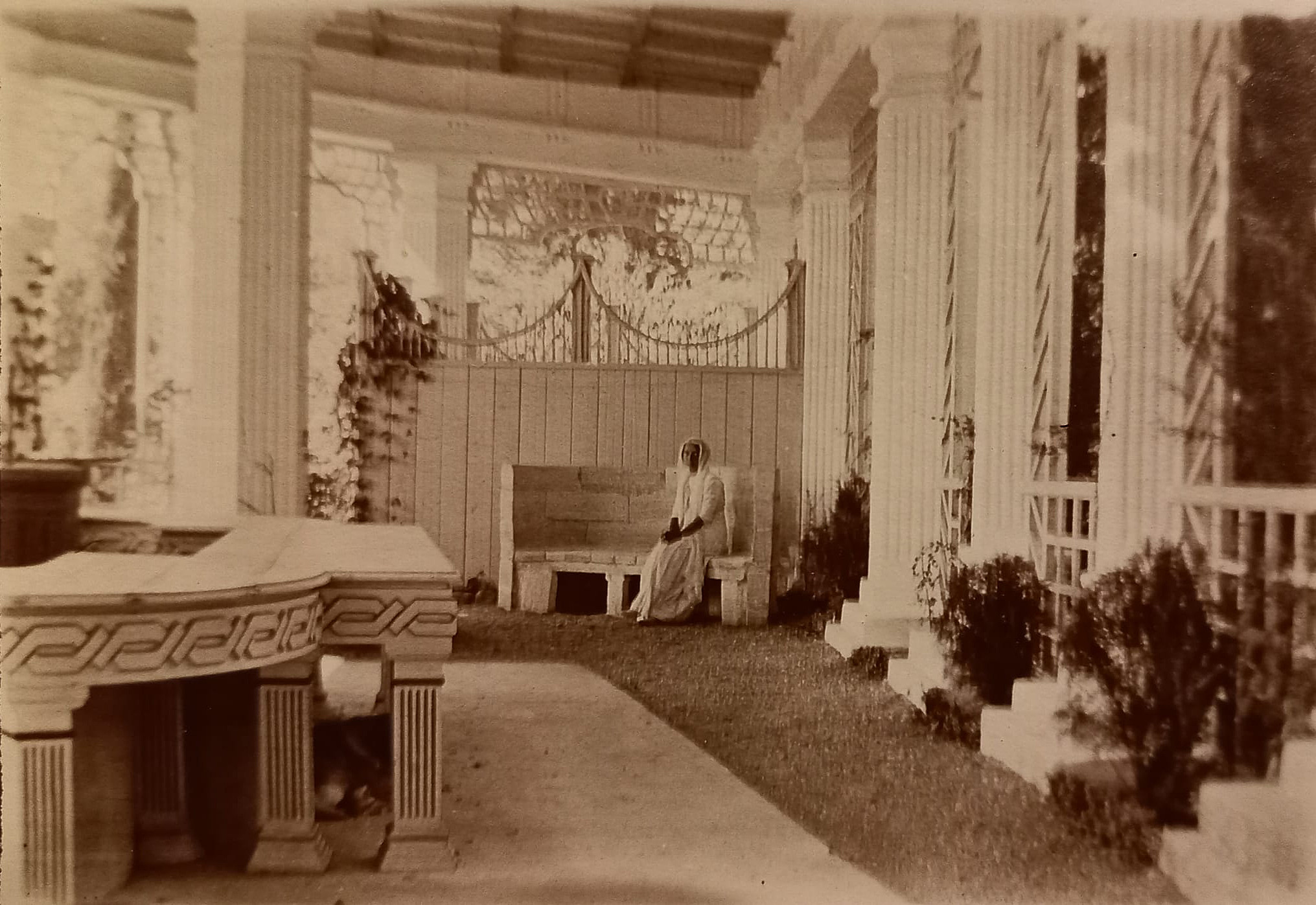
Беседка-столовая в имении Филиберов.
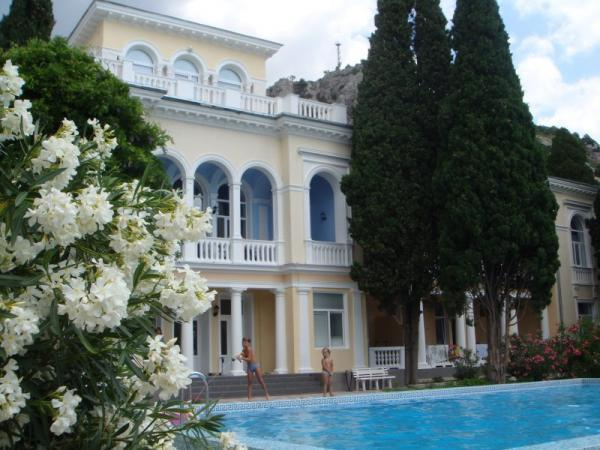
Современное здание.

## После революции
После взятия Крыма Красной армией в ноябре — декабре 1920 года чуть ли не каждый день имение грабили различные банды, называвших себя «красными», «белыми», «зелёными». 16 декабря 1920 года приказом председателя Революционного комитета Крыма были изъяты «из частного владения как разных ведомств, так и частных лиц все имения Южного берега Крыма в районе от Судака до Севастополя включительно» и передавались в ведение специально созданного Управления Южсовхоза. 8 декабря 1921 года усадьбу Лимены передали Управлению «Южсовхоза», в ведении которого находилась до середины 1930-х годов. Практически все строения имения были разрушены при землетрясении 1927 года, сохранились лишь две хозяйственные постройки и винный подвал с двумя тоннелями длиной 40 аршин и шириной 14 аршин. В 1930 году усадьбу передали ЦК профсоюзов и к 1939 году на месте развалин дома, по проекту архитектора В. И. Ковальского, был построен санаторий железнодорожников «Лимены» — двухэтажное здание в неоклассическом стиле, напоминающее итальянское палаццо эпохи Возрождения. Строение было сильно разрушено в годы войны, восстановлено к 1950 году, по тому же проекту Ковальского, уже под названием санаторий «Голубой залив». С 2003 года в бывшем санатории размещается отель «Усадьба Голубой залив».